# کریستوفر هیل
جان ادوارد کریستوفر هیل (به انگلیسی: John Edward Christopher Hill) (زاده فوریه ۱۹۱۲ در یورک - درگذشته ۲۳ فوریه ۲۰۰۳) تاریخ‌نویس انگلیسی و متخصص تاریخ قرون جدید بود.
هیل خود را مارکسیست می‌دانست و در کنار همتایان دیگری مانند اریک هابسباوم و ادوارد تامپسون از مورخان حزب کمونیست بریتانیا کبیر بود.